# Jean van Loo
Pour les autres membres de la famille, voir Van Loo.
Jean van Loo, né en juillet 1654 et mort entre 1694 et 1700, est originaire d'Amsterdam et est un peintre français.

## Biographie
Jean, son frère Louis-Abraham et leur père Jacob, originaires d'Amsterdam, sont naturalisés français vers 1667.
Jean obtient un onzième prix de Rome en 1671, la même année que son frère Louis-Abraham, sur le thème Le Roi donnant la paix à l'Europe.
Il a été actif à Toulon. Il obtient en janvier 1687, dans un concours ouvert a Toulon, la décoration d'une des salles de la maison du Roy.